# Ekstra Weekend
 (juillet 2012).
 (février 2015).
Si vous disposez d'ouvrages ou d'articles de référence ou si vous connaissez des sites web de qualité traitant du thème abordé ici, merci de compléter l'article en donnant les références utiles à sa vérifiabilité et en les liant à la section « Notes et références ».
Ekstra Weekend est une ancienne émission de radio néerlandaise, diffusée du 1er septembre 2006 au 13 décembre 2013 sur l’antenne de 3FM, la station « jeune » du service public néerlandais Nederlandse Publieke Omroep. Son nom est issu de la contraction des noms de famille des deux principaux présentateurs, Gerard Ekdom et Michiel Veenstra. Lorsque l’un des deux protagonistes était absent, il était généralement remplacé par Domien Verschuuren, appelé à l’antenne « Iemand Anders », et également producteur de l’émission jusqu’à ce que Tjitse Leemhuis le remplace. 
Très populaire dans les pays néerlandophones (Pays-Bas mais aussi Belgique flamande), cette émission se distinguait par son apparente absence de ligne conductrice et sa production volontairement anarchique, confinant à un « chaos » parfaitement assumé. Mêlant libre-antenne, jeux, sketches, interviews de personnalités nationales ou internationales (notamment issues du monde de la culture et de la musique), variétés et mixs de DJs, l’émission est reprise en direct à la télévision sur 101 TV à partir du 6 mars 2009. Elle est nommée trois fois aux « Gouden Radioring » (un prix récompensant les meilleures émissions de radio aux Pays Bas), distinction qu’elle obtient finalement en 2011.
Au total, 487 émissions sont produites en sept ans, avant que le programme, devenu moins populaire, ne soit finalement remplacé à l’antenne.

## Diffusion
Il est présenté le vendredi soir entre 7 heures et 10 heures sur la radio 3FM.
Depuis 2009 le show est aussi diffusé sur la télévision numérique 101TV.

## Présentateurs
Les présentateurs sont Gerard Ekdom (nl) et Michiel Veenstra (nl). Le nom de l'émission vient de la contraction d'une partie de leurs deux noms.

## Contenu
Une des caractéristiques du programme est qu'il est apparemment un chaos total. Habituellement la plupart des séquences ne se déroulent pas comme elles devraient. Une partie important de l'émission est consacrée à un invité, en général une personnalité des Pays-Bas ou des Flandres, parfois du Royaume-Uni ou des États-Unis.

## Source de la traduction
- (en) Cet article est partiellement ou en totalité issu de l’article de Wikipédia en anglais intitulé « Ekstra Weekend » (voir la liste des auteurs).